# Jones Peak
Jones Peak är en bergstopp i Antarktis. Den ligger i Västantarktis. Nya Zeeland gör anspråk på området. Toppen på Jones Peak är 3 670 meter över havet.
Terrängen runt Jones Peak är kuperad österut, men västerut är den bergig. Trakten är obefolkad. Det finns inga samhällen i närheten.